# Прапор Рокитного
Прапор Роки́тного — офіційний символ смт Рокитне. Затверджений рішенням сесії Рокитнівської селищної ради від 20 травня 1997 року.

## Опис
Квадратне полотнище; на зеленому тлі жовта квітка азалії; лінії, що відходять від середини сторін прапора, відсікають білі трикутники.

## Автори
Автори — А. Б. Гречило та Ю. П. Терлецький.